# Собор Сантьяго-де-Компостела
Компосте́льський Со́бор Сято́го Я́кова (гал. і ісп. Catedral de Santiago de Compostela) — католицький храм у Іспанії, в галісійському місті Сантьяго-де-Компостела (стара назва — Компостела). Головний катедральний собор Сантьяго-де-Компостельської архідіоцезії. Резиденція компостельських архієпископів. Одна з найбільших святинь Піренейського півострова та Західної Європи. Названий на честь святого Якова (Сантьяго), апостола Ісуса Христа, патрона всієї Іспанії, хрестоносного воїнства та учасників Реконкісти. За переказом мощі святого зберігаються в соборі. Збудований протягом 1060—1211 років у романському та готичному стилях. Перебудовувався в ранньому новому часі в стилі бароко. Великий паломницький центр, кінцевий пункт на прочанського шляху святого Якова. Національна пам'ятка Іспанії (1896). Історична частина міста навколо собору включена в список об'єктів Всесвітньої спадщини (1985). Також — Сантья́го-де-Компосте́ла, Сантья́го-де-Компосте́льський собор.

## Історія

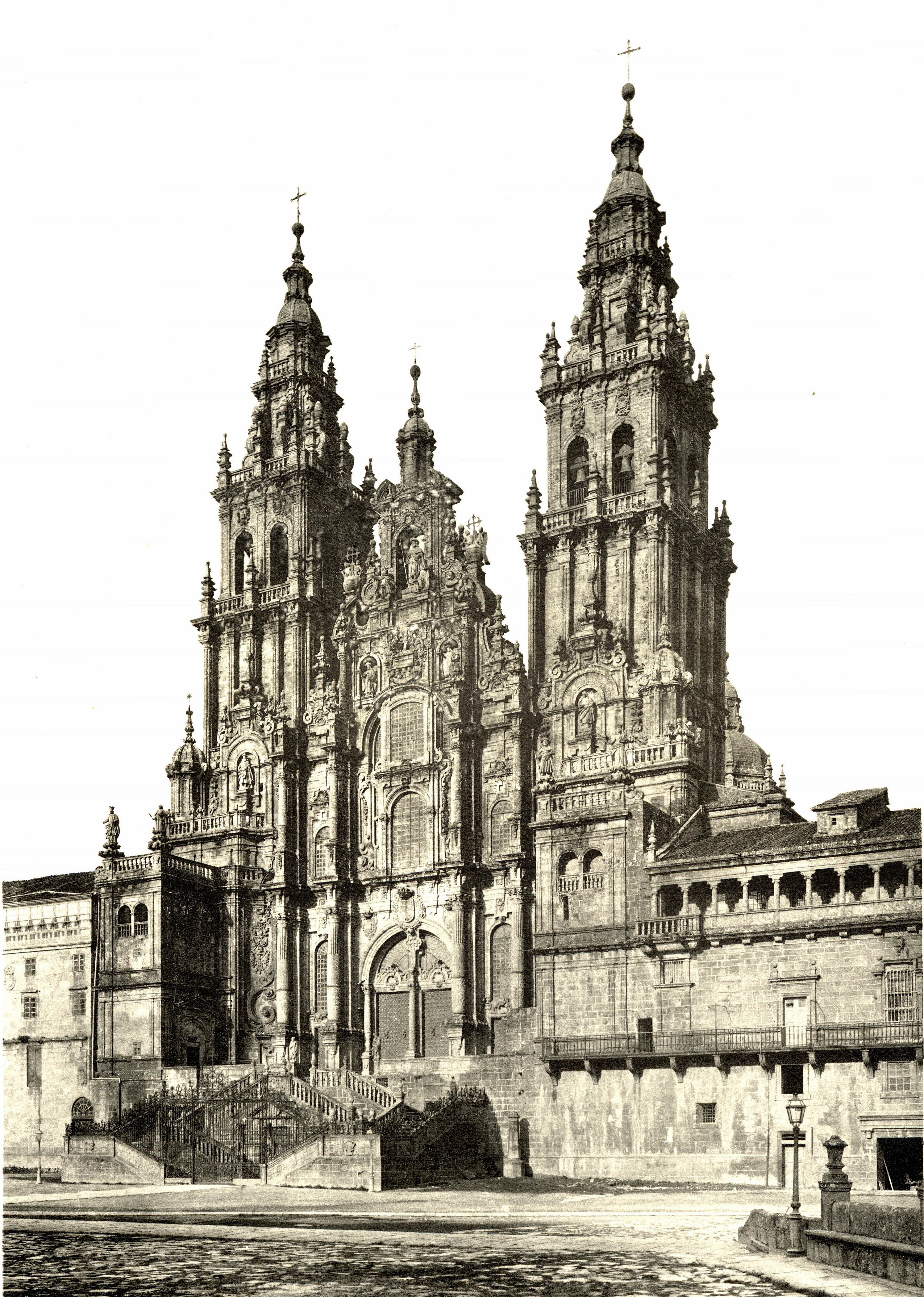
Фасад собору (1892)

Згідно з переказами святий апостол Яків був першим місіонером, який провістив християнство на Піренейському півострові. 44 року він загинув мученицькою смертю в Єрусалимі, після чого його мощі перевезли до Іспанії й поховали в Галісії. За легендою, 814 року це поховання віднайшов самітник Пелагій, після того як побачив дивне сяйво у нічному небі. Єпископ Теодомир Ірійський визнав це чудом і повідомив про нього астурійського короля Альфонсо II, що правив Галісією. Король наказав збудувати на місці поховання апостола каплицю і став першим, хто здійснив до неї паломництво. 829 року замість каплиці постала перша церква святого Якова. 899 року її перебудували у романському стилі за наказом астурійського короля Альфонсо III. За наступних монархів тривала постійна розбудова храму, що поступово став одним із головних паломницьких центрів Астурійського королівства.
997 року первісну Церкву Святого Якова пограбувала армія Кордовського халіфату на чолі з Аль-Мансурома. У паплюженні храму йому допомагали також його християнські васали, які, однак, залишили недоторканним гробницю і мощі апостола. За легендою грабіжники викрали дзвони і переплавили їх на канделябри, якими було прикрашено знамениту Велику мечеть у Кордові. 1236 року, після захоплення Кордови християнськими військами кастильського короля Фернандо III, відбулось символічне "повернення" цих дзвонів.
Будівництво сучасного Собору святого Якова почалося 1075 року за правління кастильського короля Альфонсо VI, під патронатом місцевого єпископа Дієго Пелаеса. Архітекторами були Бернард Старший, якого «Codex Calixtinus» називає «блискучим майстром», Роберт Гальперін, Естебан та Бернард Молодший. Прототипом храму стала цегляна церква святого Сатурніна в Тулузі, один зі найвідоміших зразків романської архітектури у Франції. Собор будували переважно з граніту. Роботи переривалися декілька разів. Згідно з «Liber Sancti Iacobi» останній камінь поклали 1122 року, проте і після цього будівництво тривало близько століття. 1211 року собор освятили у присутності леонського короля Альфонсо IX.
Від 1075 року храм святого Якова був резиденцією єпископів Компостельських і мав статус катедрального собору. 1100 року папа Урбан II підвищив Компостельське єпископство до архієпископства, чим збільшив престиж самого собору. 1495 року при резиденції відкрився Компостельський університет.
Сучасного вигляду Собор святого Якова набув внаслідок реставрацій та перебудов XVI—XVIII століття.
У листопаді 1982 року і серпні 1989 року папа римський Іван-Павло ІІ відвідав Собор святого Якова як паломник. У листопаді 2010 року в ньому молився папа Бенедикт XVI.

## Пам'ятки
Химерні фасади собору (всі чотири — абсолютно різні) та дробовий декор веж в стилі чуррігереско — результат перебудов храму Габсбургами та Бурбонами в XVI—XVIII століттях. У 1738—1747 роках архітектор Фернандо Касас де Нувоа побудував західний фасад, найефектніший фасад собору. Зовнішні стіни та внутрішність храму марнотратно прикрашені скульптурою різних часів, але переважно середньовічної.
Самі мощі святого спочивають в срібній раці в крипті, яка уціліла від храму часів Альфонса Великого. У 1589 вони були заховані від англійської «анти-Армади», та так ретельно, що потім відшукати їх не вдалося. Мощі були виявлені лише в січні 1879; через п'ять років їх справжність підтвердив сам папа Лев XIII.
Визначною пам'яткою собору є підвішене зі стелі кадило, найбільше у світі — розміром в людський зріст. Воно важить 80 кг і приводиться в дію шляхом розгойдування вісьмома служителями (ісп. tiraboleiros) в багряних шатах. На наповнення цього кадила (відомого як ботафумейро) йде 40 кг вугілля та ладану.

## Інтер'єр

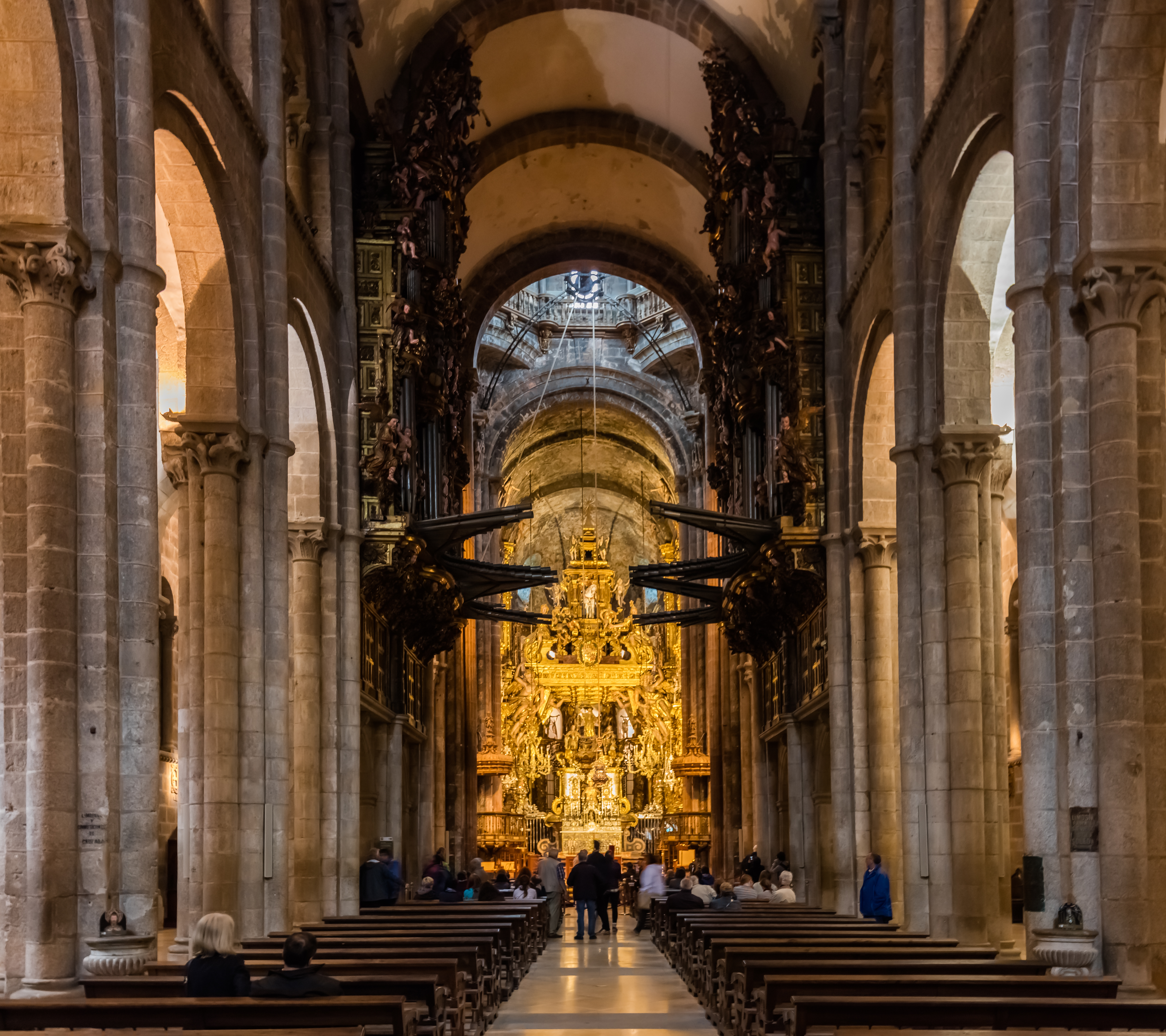
Центральний неф
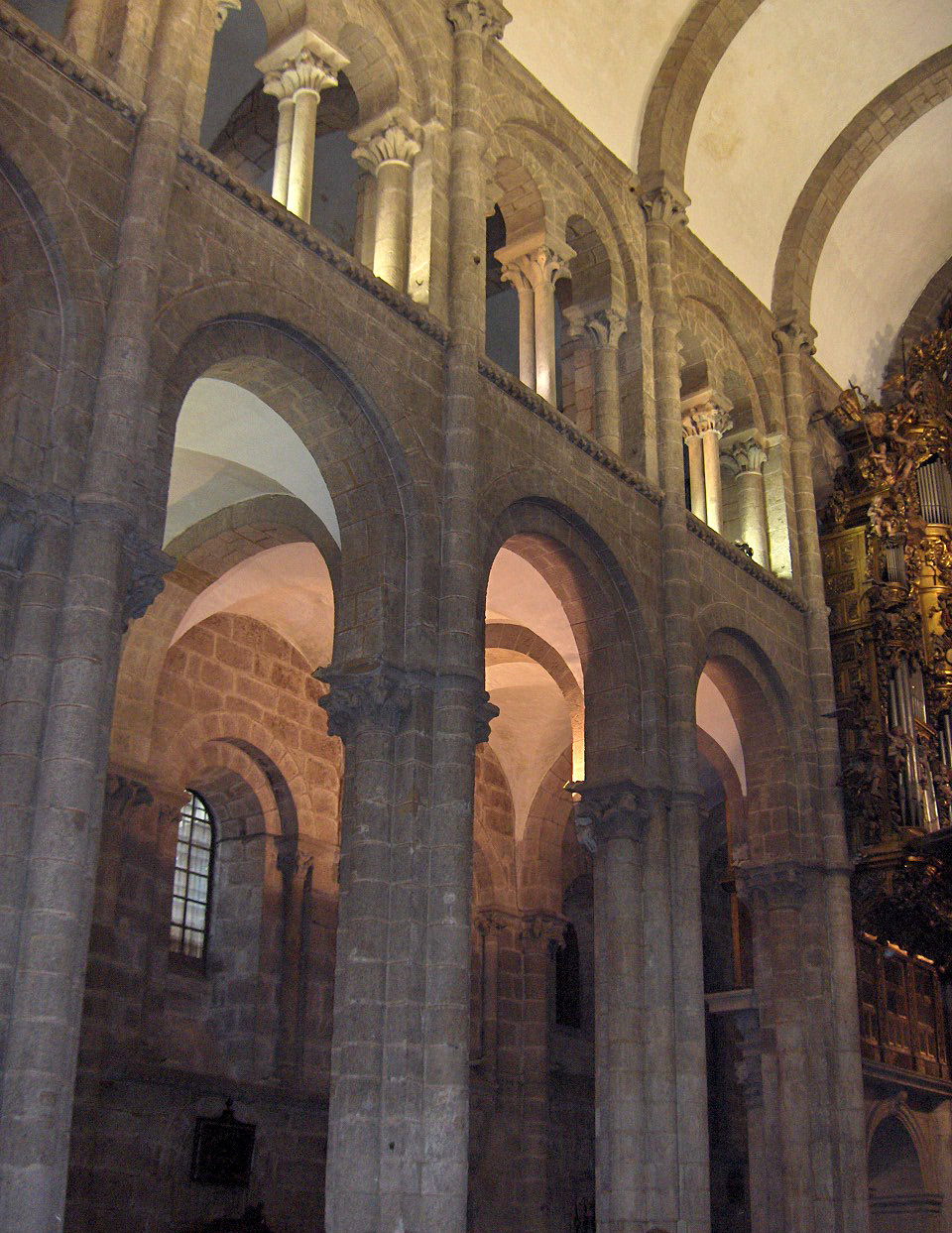
Бічний прохід та галерея
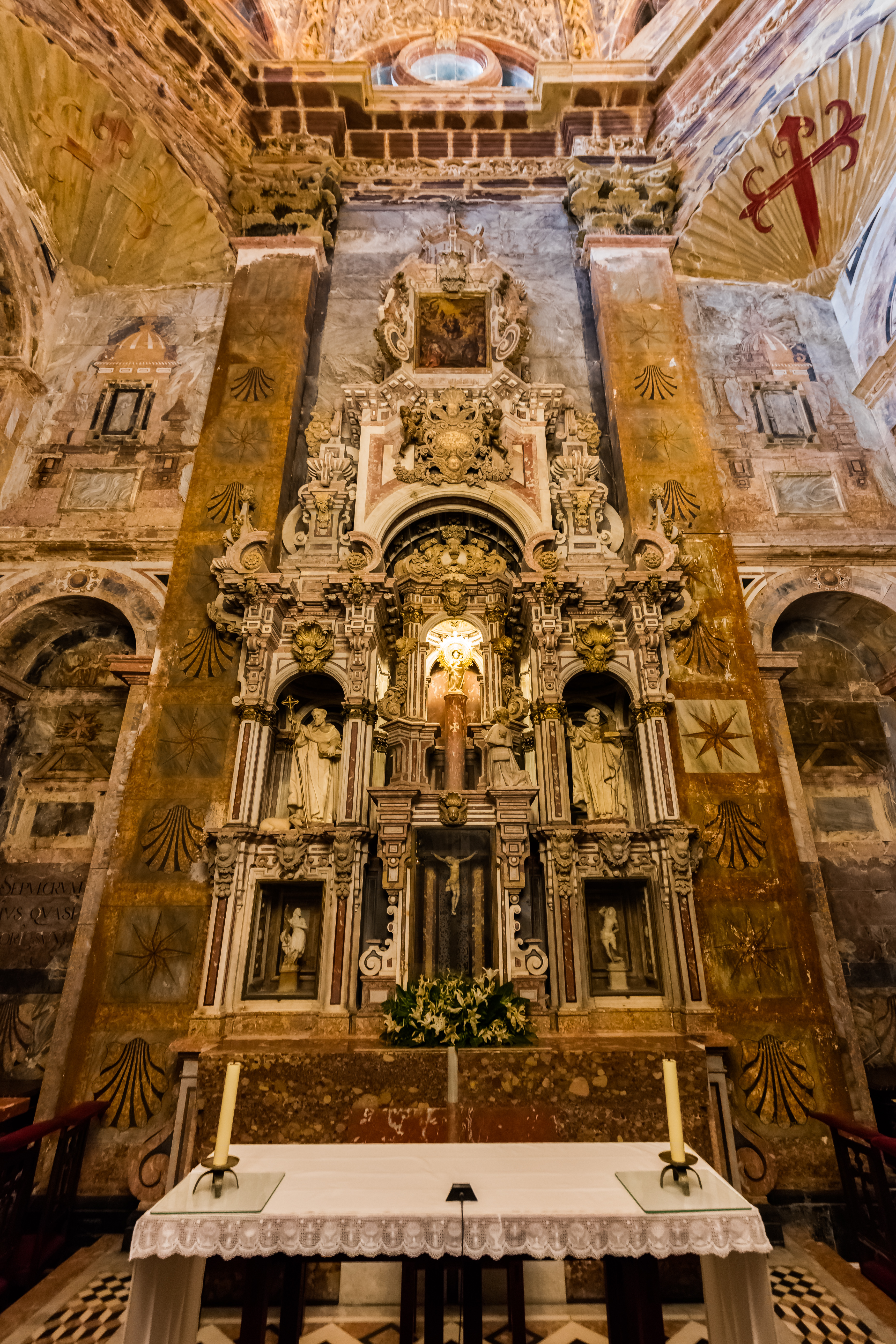
Ретабло каплиці колон
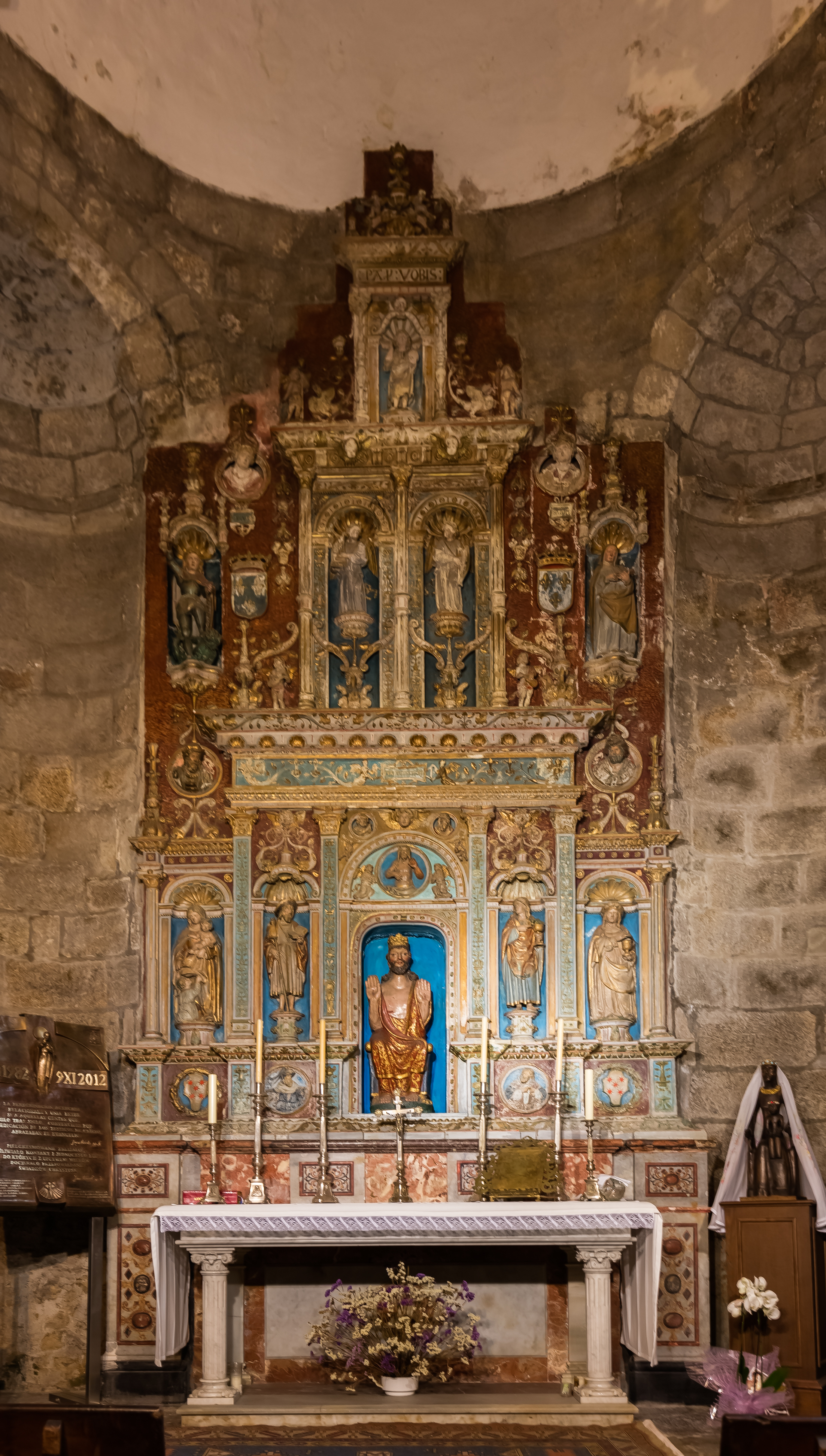
Ретабло каплиці Спасителя

## Поховані
- Педро Фернандес де Кастро — мажордом Кастилії.
- Раймунд Бургундський — граф Галісії.
- Хуана де Кастро — королева Кастилії.
- Фернандо Кірога-Паласіос — кардинал, архієпископ Компостельський.
- Хосе-Марія Мартін-де-Еррера — кардинал, архієпископ Компостельський.

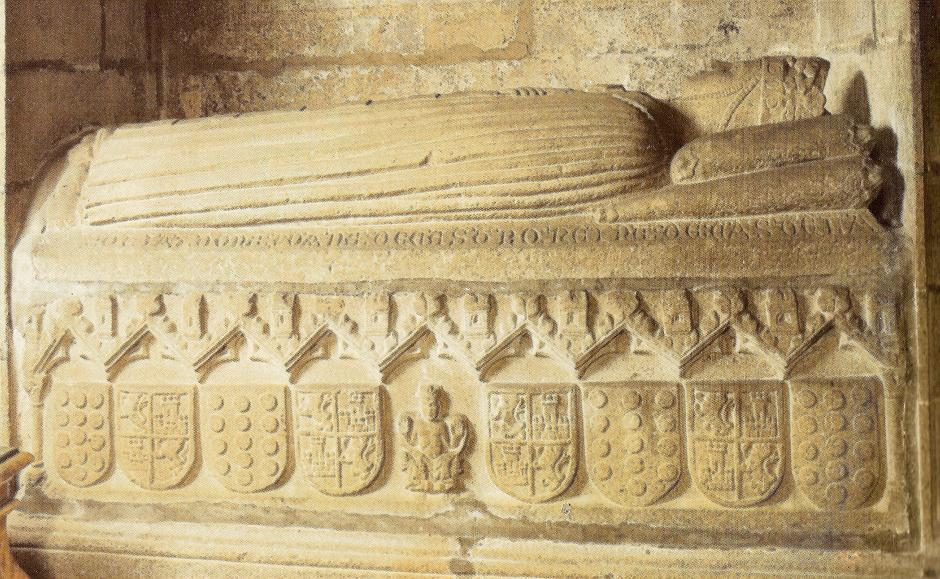
Гробниця Хуани де Кастро
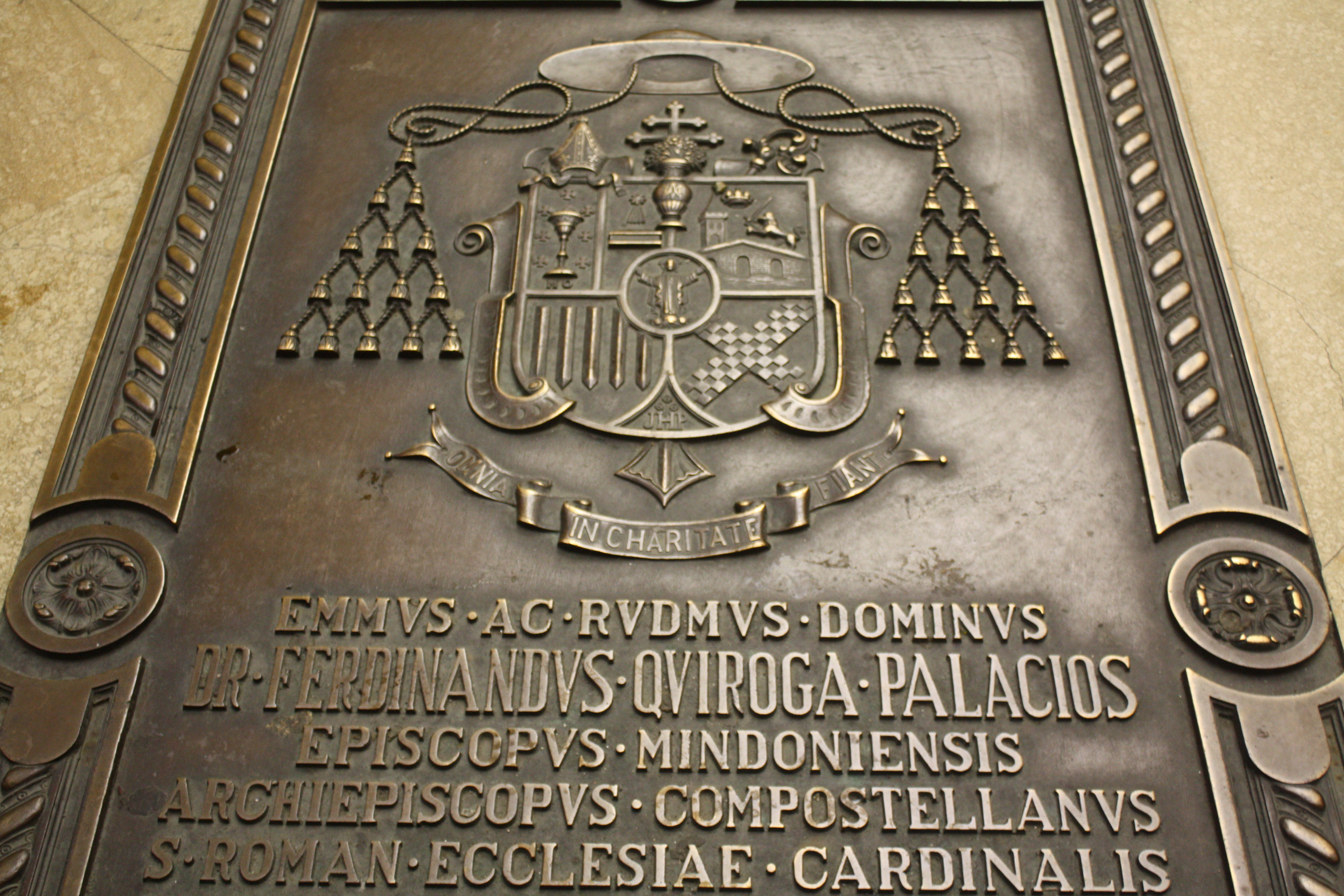
Могила Фернандо Кіроги-Паласіоса